# Miquelet
Pour le clocher de la ville de Valence, en Espagne, voir Micalet.

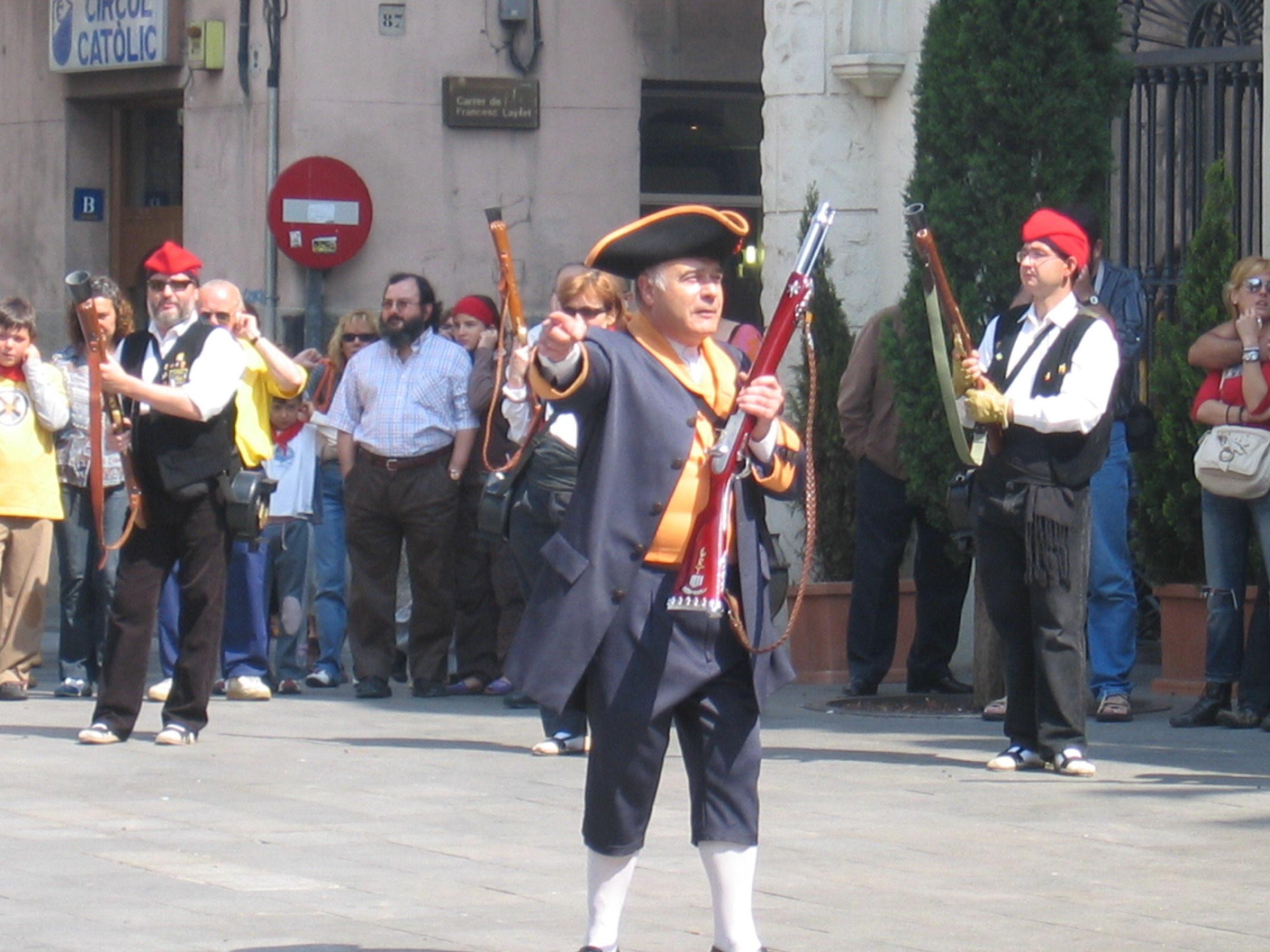
Miquelet à l'occasion d'une fête populaire à Badalone, Catalogne. En arrière-plan deux somatenes.

À l'origine, les miquelets sont des partisans catalans levés par le chef d'une bande de mercenaires, Miquelot de Prats, au XVIIe siècle. Le mot s'emploie au singulier, mais, définissant des individus en bande armée, on les désigne le plus souvent au pluriel. Le premier corps de miquelets est créé par les catalans en 1640, lors du soulèvement de la Catalogne contre la monarchie espagnole. 
En France, la distinction est faite entre les miquelets espagnols et les miquelets de l'armée française. Sur la frontière du Roussillon, durant la guerre de Hollande, on trouve en 1674 douze compagnies de miquelets dans l'armée française du comte de Schomberg et en 1676 quelque 800 ou 900 miquelets dans celle du roi d'Espagne. Les miquelets espagnols sont recréés en 1689, pour servir durant la guerre de la Ligue d'Augsbourg. Les miquelets français, eux, sont organisés en compagnies, puis régiments, d'infanterie légère de montagne et recrutés à l'origine dans la province de Roussillon.
Les miquelets ont une existence intermittente qui dure jusqu'au début du XIXe siècle.

## Étymologie
Le dictionnaire de l'académie française indique que ce mot est dérivé de Miquelot de Prats qui, au XVIIe siècle, prit la tête d'une bande de miquelets.
Cette étymologie est contestable. En effet le mot « miquelet » désigne également une version espagnole[pas clair] de la platine à silex où le bassinet et le couvre-bassinet forment une seule pièce. Bien que la paternité soit contestée, il semble que le mécanisme a été inventé par Marquart, un armurier madrilène, fournisseur du roi d'Espagne dans les années 1570. En effet il se serait inspiré d'un modèle développé à Brescia en Italie.[réf. nécessaire]
Le saint patron des Miquelets est Sant Miquel, nom catalan de saint Michel.

## Définition
Dans son Nouveau dictionnaire français-espagnol et espagnol-français de 1775, Nicolas de Séjournant donne deux définitions différentes - et partiales - de miquelet. La première désigne un militaire, la seconde désigne un hors-la-loi (trabucaire), un paysan insurgé (que l'on appelle aussi angelet) :
- « Miquelet : Fusilier de montagne qui vit, dans les Pyrénées, armés de pistolets de ceinture et d'un fusil, et d'une baïonnette. Micalete ó Miquelete, fusilero de montaña ».
- « Miquelet : paysan révolté de Catalogne, qui, sous prétexte de la guerre, court le pays armé de pistolets de ceinture, de fusil et de poignard, cruel au dernier point; et proprement Voleur et assassin. Micalete».

## Miquelets en Espagne
Les miquelets sont des miliciens, des mercenaires ou des soldats auxiliaires d'origine cévenole ou catalane, qui constitueront les meilleures troupes d'infanterie légère au service, suivant les époques, soit de la principauté de Catalogne en rébellion contre l'Espagne (guerre des faucheurs), soit au contraire, de la couronne espagnole, entre le XVIe siècle et le XIXe siècle.

### XVIesiècle
On en parle à propos des guerres de religion (miquelets cèvenols), en citant ceux qui montèrent à l'assaut des troupes espagnoles de Charles Quint, dans la vallée du Rhône, en chantant les psaumes de Marot, au service de Marguerite d'Angoulême, reine de Navarre.
On les voit engagés dans la guerre des gueux aux côtés des insurgés belges et bataves, à raison de 2 000 hommes en 1580, puis dans les guerres de Rohan.

### XVIIesiècle

#### Guerre des faucheurs
Durant la guerre des faucheurs, dans le but de freiner l'intervention de l'armée espagnole de Philippe IV, le corps des miquelets a été créé en 1640 sous le nom de Companyia d'Almogàvers (Compagnie des Almogavres), par les députations catalanes, à l'initiative de Francesc de Cabanyes et il a reçu le surnom de «miquelets» d'après le nom d'un de ses premiers chefs, Miquelot de Prats (originaire probablement de Prats de Lluçanès). Au service de la principauté de Catalogne, ces miliciens ont combattu l'armée espagnole à Tortosa et à Cambrils; ils ont récupéré Constantí, libéré 300 prisonniers catalans et participé à la victoire franco-catalane lors de la Bataille de Montjuïc le 26 janvier 1641 et ainsi que celle de Montblanc. Ce corps armé, formé à l'initiative des juntes de guerre et des députations catalanes en 1640 était essentiellement une force auxiliaire destinée surtout à des actions spéciales pour aider les troupes régulières.
Le corps était généralement reconnu comme descendant de celui des Almogavres, sans qu'ils n'aient cependant aucune relation directe avec les troupes médiévales homonymes des couronnes d'Aragon et de Catalogne. L'équipement comprenait un sarrau rouge qui couvrait les genoux, des bas blancs, des espadrilles et un chapeau avec une grande plume. Les hommes portaient un grand nombre d'armes à feu « a la catalana ».
Le corps des miquelets a été dissous en 1642 à cause de son indiscipline, qui les conduisait à alterner les actions de guerre et les pillages.

#### Guerre de la Ligue d'Augsbourg
À la fin du XVIIe siècle ont été reformées par l'Espagne des compagnies de miquelets pour assurer la défense de la frontière catalane lors de la guerre contre la France.
En 1689, elles ont été à nouveau créées comme corps, tant par les autorités espagnoles que par les autorités françaises du Roussillon, afin de combattre dans la Guerre de Neuf Ans entre l'Espagne et la France, mais elles ont été à nouveau dissoutes lors du Traité de Ryswick en 1697.

#### Guerre de Succession d'Espagne

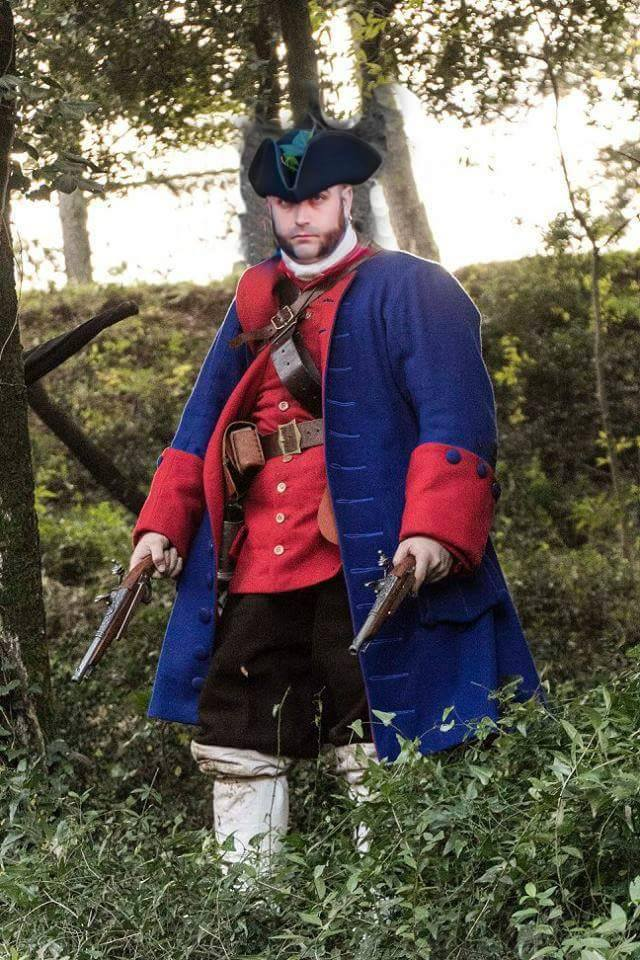
Miquelet catalan pendant la guerre de Succession d'Espagne (reconstitution).

Les miquelets sont reformés par les autorités espagnoles, et en juillet 1709, du côté français, le régiment d'Auvergne est appelé à leur faire la chasse.

#### Guerre de Succession d'Autriche
On en parle encore deux siècles plus tard, dans les campagnes d'Italie qui contribuèrent à la guerre de Succession d'Autriche, où les miquelets n'eurent pas de peine à s'imposer face aux troupes légères italiennes constituées de montagnards des Alpes peu habitués à la rase campagne.

### XIXesiècle
Deux compagnies d'infanterie et un escadron de cavalerie composé de deux compagnies furent créés pendant la refonte des armées à Buenos Aires en 1806. Le Tercio de Catalans ainsi rassemblé, avait en octobre 1806 un effectif de 583 hommes. Ils ont été engagés au combat pendant la Deuxième Invasion Anglaise de 1807, qui a été repoussée par les troupes espagnoles dans une défense à la baïonnette de la ville qui a fait beaucoup de morts. Ils ont été partiellement démobilisés en 1809. 
Sous le Premier Empire, le maréchal Soult eut à affronter des bandes de miquelets catalans pendant l'occupation française. Durant la guerre d'indépendance espagnole, ils réussirent avec beaucoup de succès à harceler les troupes napoléoniennes dans les montagnes catalanes. Ils eurent l’audace de conduire des opérations en groupe, comme à Gérone en 1808 et 1809 et des coups de main sur les communes françaises frontalières. Ils étaient entretenus par les paroisses locales et levés par les autorités provinciales catalanes (junte). L'un de leurs chefs, à cette époque, fut le célèbre Juan Clarós. Ils se distinguent, mais parfois difficilement des somatenes qui sont formés de l'ensemble de la population d'un village, levée en masse. ». 
Ils avaient laissé de cuisants souvenirs au général Hugo, le père de Victor Hugo. Ce qui éclaire cette phrase du géant de la littérature française à propos de Luz-Saint-Sauveur :
« Charmante vieille ville, chose rare dans les Pyrénées françaises. Délicieusement situé dans une profonde vallée triangulaire. Trois grands rayons de jours y entrent pas les trois embrasures des trois montagnes. Quand les miquelets et les contrebandiers espagnols arrivaient d'Aragon par la brèche de Roland et par le noir et hideux sentier de Gavarnie, ils apercevaient tout à coup à l'extrémité de la gorge obscure une grande clarté, comme est la porte d'une cave à ceux qui sont dedans. Ils se hâtaient et trouvaient un gros bourg éclairé de soleil et vivant. Ils l'ont nommé lumière, Luz. »
Une guerre appelée guerre des Miquelets a lieu au Portugal entre 1832 et 1834.

## En France: lesfusiliers de montagne

### XVIIesiècle
Côté français, ceux qu'on appelle miquelets sont appelés officiellement fusiliers de montagne (en catalan fusellers de muntanya). Ce sont des unités d'infanterie légère françaises créées en 1689, par le roi Louis XIV, dans le but de disposer d'une unité frontalière spécialisée pour lutter contre les miquelets espagnols.

### XVIIIesiècle

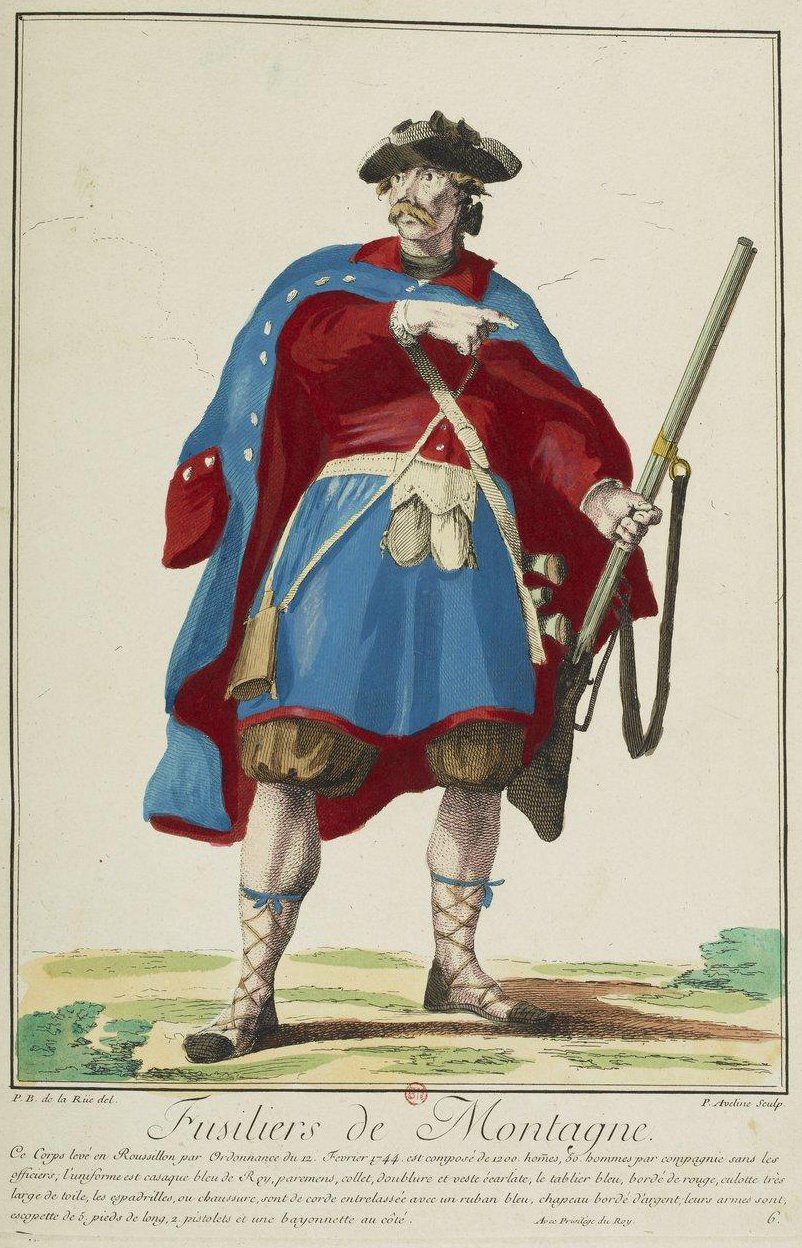
Fusilier de Montagne

Un ordre du 23 décembre 1718 prescrivait la levée en Roussillon de trois « compagnies de fusellers de montagne », suivi de l'ordonnance du 9 janvier 1719 concernant cette fois quatre « bataillons de fusiliers de montagne ». 
Ces compagnies sont réorganisées en régiment « Fusiliers de Montagne » en 1745, par Louis XV. Chaque régiment est sous le commandement d'un colonel.

## En Belgique
À Bouillon, on trouve une croix avec la mention Saint Nicolas. Patron des Miquelets. Elle est insérée dans la façade de la maison située Rue du Brutz 37.